# Соединисты
Соедини́сты (болг. Съединистка партия) ― болгарская политическая партия, основанная в 1878―1879 годах в Восточной Румелии и ставившая своей целью объединение данной автономной провинции с Княжеством Болгарией. В начале 1880-х годов партия распалась на две фракции: соединистов и радикалов, первые желали прийти к объединению путём реформ и уступок от османского правительства, последние ставили своей целью революцию. После фактического объединения Болгарии и Восточной Румелии в 1885 году вследствие революции соединисты ушли в оппозицию, наиболее видным членам фракции пришлось эмигрировать. Партия слилась с Консервативной партией Болгарии после 1894 года.

## История
Партия была основана в 1878—1879 годах в Восточной Румелии, автономной провинции Османской империи. 1880 году в городе Сливене прошёл тайный съезд болгарских политиков, ставивших своей целью объединение Восточной Румелии с Княжеством Болгарией; до 1881 года данная цель была общей для всего болгарского населения автономии. В начале 1880-х годов между политиками произошёл раскол вследствие внутренних разногласий, приведший к образованию фракций соединистов и радикалов. В период управления Восточной Румелии губернатором Александром Богорили должности директоров (министров) занимали как соединисты, так и радикалы. При втором генерал-губернаторе, Гавриле Крыстевиче, кабинет министров был составлен исключительно из соединистов. После революции и фактического присоединения Восточной Румелии к Болгарии в 1885 году соединистская партия лишилась власти и оказалась в оппозиции. Во время работы Стефана Стамболова в качестве премьер-министра наиболее видные соединисты эмигрировали. Соединистская партия в этот период являлась русофильской и сближалась с партией Драгана Цанкова. После 1894 года бо́льшая часть соединистов слилась с Консервативной партией во главе с Константином Стоиловым, партия прекратила своё существование.

## Цели
Главной целью обеих фракций, и соединистов, и радикалов, стало объединение Восточной Румелии с Болгарией. При этом первые намеревались провести его путём реформ и уступок от османского правительства, приведших бы к свободе болгар; наиболее видные соединисты (например, Стоян Чомаков) являлись противниками революционного пути и иных резких форм противостояния османской власти. Радикалы противостояли соединистам в данном вопросе, называя их «лжесоединистами» и стремясь провести революцию для достижения цели.